# نورا نصری
نورا نصری (انگلیسی: Noura Nasri؛ زادهٔ ۷ سپتامبر ۱۹۸۳) تیرانداز زن اهل تونس است. وی در بازی‌های المپیک تابستانی ۲۰۲۰ شرکت کرده‌است.